# Jion
Jion (慈恩) é um kata do caratê, originário da região no entorno da cidade de Tomari, que é praticado em vários estilos da arte marcial. Costuma-se agrupar o kata com outros dois, jiin e jitte formando o chamado grupo de katas do templo, porque seriam formas remanescentes praticadas no templo Jion-ji.

## História
As origens do kata são obscuras. Umas fontes remetem ao templo Jion-ji, localizado no em Yamagata, na ilha principal do Japão. Como tal localização é deveras distante de Oquinaua, essa origem é questionável. Outras fontes indicam a China. De facto, o kata foi ensinado por Sokon Matsumura a Anko Itosu, que, por sua vez, o teria levado até o mestre Hanashiro Chomo e juntos reformularam-no para ser mais adequado às tradições de Oquinaua, sendo, pois, ligados aos estilos de Shuri e de Tomari e tendo penetração entre 1663 e 1680.

### Genealogia
|                  |                  |                  |                  |                  |                  | Tomari-te |  |           |           |            |           |           |           |          |  |          |          |          |          |          |          |  |  |          |          |          |          |          |          |
|                  |                  |                  |                  |                  |                  |           |  |           |           |            |           |           |           |          |  |          |          |          |          |          |          |  |  |          |          |          |          |          |          |
|                  |                  |                  |                  |                  |                  |           |  |           |           |            |           |           |           | Shuri-te |  |          |          |          |          |          |          |  |  |          |          |          |          |          |          |
|                  |                  |                  |                  |                  |                  |           |  |           |           |            |           |           |           |          |  |          |          |          |          |          |          |  |  |          |          |          |          |          |          |
|                  |                  |                  |                  |                  |                  |           |  |           |           |            |           |           |           |          |  |          |          |          |          |          |          |  |  |          |          |          |          |          |          |
|                  |                  |                  |                  |                  |                  |           |  |           |           | Shorin-ryu |           |           |           |          |  |          |          |          |          |          |          |  |  |          |          |          |          |          |          |
|                  |                  |                  |                  |                  |                  |           |  |           |           |            |           |           |           |          |  |          |          |          |          |          |          |  |  |          |          |          |          |          |          |
|                  |                  |                  |                  |                  |                  |           |  |           |           |            |           |           |           |          |  |          |          |          |          |          |          |  |  |          |          |          |          |          |          |
| Shindo jinen ryu | Shindo jinen ryu | Shindo jinen ryu | Shindo jinen ryu | Shindo jinen ryu | Shindo jinen ryu |           |  | Shito-ryu | Shito-ryu | Shito-ryu  | Shito-ryu | Shito-ryu | Shito-ryu |          |  | Shotokan | Shotokan | Shotokan | Shotokan | Shotokan | Shotokan |  |  | Wado-ryu | Wado-ryu | Wado-ryu | Wado-ryu | Wado-ryu | Wado-ryu |

## Características
O nome, em tradução literal, quer significar «bondade e caridade». Um nome dissonante quando se levam em conta as técnicas poderosas que o compõem. Tal característica levou o mestre Funakoshi, quando formava sua escola, a tentar cambiar o nome para Shokyu (消去, eliminação).
Os movimentos do kata ensinam como fazer transições, com rotações e mudanças de direção. No estilo shito-ryu, o kata possui 47 kyodos; no shotokan, 48.